# Friesenhagen
Friesenhagen est une municipalité allemande située dans le land de Rhénanie-Palatinat et l'arrondissement d'Altenkirchen (Westerwald).

## Personnalités liées à la ville
- Franz von Hatzfeld (1596-1642), prince-évêque né au château de Crottorf.